# Vicariância
A distribuição das espécies ao longo do globo terrestre pode ser explicada por processos de dispersão e de vicariância. O primeiro ocorre quando uma espécie se dispersa a partir de seu centro de origem, transpondo barreiras geográficas que impedem o fluxo gênico entre as populações, leva a especiação. O segundo, processo vicariante, é a fragmentação da distribuição da população de um táxon por alterações da paisagem. A disciplina que estuda a distribuição de espécies e táxons superiores pelo globo é a biogeografia.

## Conceito
Vicariância ou efeito vicariante é o mecanismo evolutivo no qual uma área se fragmenta, pelo surgimento de alguma barreira física que separa as populações de uma espécie, o que pode levar igualmente à especiação, como considerado acima no processo dispersionista. A restrição ao fluxo gênico entre as duas subpopulações agora formadas permitirá o acúmulo diferenciado de mutações, o que poderia resultar em especiação alopátrica ao longo do tempo.
As barreiras físicas responsáveis pela vicariância podem ser geológicas; como a formação de montanhas, falhas pelo movimento das placas tectônicas ou o surgimento de um rio; ou ecológicas, quando a área entre duas populações torna-se imprópria para a sobrevivência ou reprodução da espécie, por exemplo pela fragmentação de florestas, desertificação de áreas úmidas ou pelo avanço das glaciações durante o Pleistoceno.
Os eventos de vicariância podem ser lentos ou rápidos. Como exemplo de eventos lentos, podem-se citar a formação de montanhas, deriva continental ou o ressecamento prolongado de áreas florestadas. Os rápidos incluem erupções vulcânicas que dividem uma população de caracóis, atividades antrópicas que dividem áreas florestais por exemplo: a criação de rodovias, cidades, plantações, pastos.
Em ambientes aquáticos, elevações rochosas nos fundos de oceanos podem separar populações de uma mesma espécie que se manterão isoladas, sofrendo todo o processo de diferenciação gênica separadamente.
A área ocupada pelas populações isoladas por vicariância permanece semelhante (mas em princípio menor) à área ocupada pela população ancestral, já que a disjunção não é causada por ação do grupo, ou seja, não há deslocamento ou dispersão, por parte do grupo, de uma área para outra.

## Histórico

A Deriva Continental mostrando a fragmentação da Pangeia.

O principal mecanismo que explicava a disjunção das espécies era a dispersão até o início do século XX, quando Alfred Wegener propôs, em 1912, a deriva continental: teoria que propõe a unidade de um único supercontinente primitivo, Pangéia,  que se fragmentou, por deslocamento das placas tectônicas sobre o manto, nos continentes hoje existentes. Inicialmente rejeitada pela comunidade científica da época, a teoria só foi plenamente aceita em 1960.
Esse cenário permitiu a proposição de outras formas de disjunção das populações de uma espécies além da dispersão. O botânico venezuelano Croizat observou, ainda em 1958, que os táxons endêmicos atuais são descendentes de ancestrais que no passado eram amplamente distribuídos. A maioria dos pesquisadores anteriores só estudava um táxon, diferentemente de Croizat que comparava vários táxons. Ele observou que muitos seres vivos muito distantemente relacionados frequentemente tinham disjunções similares, o que se devia à fragmentação da biota que originalmente habitava regiões interconectadas, fenômeno a que chamou de panbiogeografia.
Representando num mapa a distribuição de espécies endêmicas, Croizat traçou linhas de distribuição dos táxons individuais mais relacionados e então sobrepôs os mapas de vários táxons, notando a coincidência nos limites de distribuição, as chamadas  trilhas generalizados. Ele inferiu que as trilhas indicavam os caminhos da fragmentação da biota que no passado era contínua. Para Croizat, o mecanismo não era dispersão e sim vicariância..
A falha do trabalho de Croizat foi a ausência de uma sistemática sólida de fundamento filogenético, uma vez que se as espécies não são filogeneticamente relacionadas não há sentido em se falar de vicariância como força evolutiva. Ademais, se o tempo de divergência entre as linhagens é desconhecido, é difícil reconstruir a sequência histórica de eventos de formação e fragmentação geográficas. Foi Willi Hennig que, em 1966, inferiu relações de parentesco entre clados de acordo com processos evolutivos e mostrou que a sistemática filogenética era importante para a reconstrução da história biogeográfica e que a sequência única das linhagens precisa refletir uma sequência única de fragmentação geográfica e vice-versa.

## Métodos para testar a vicariância

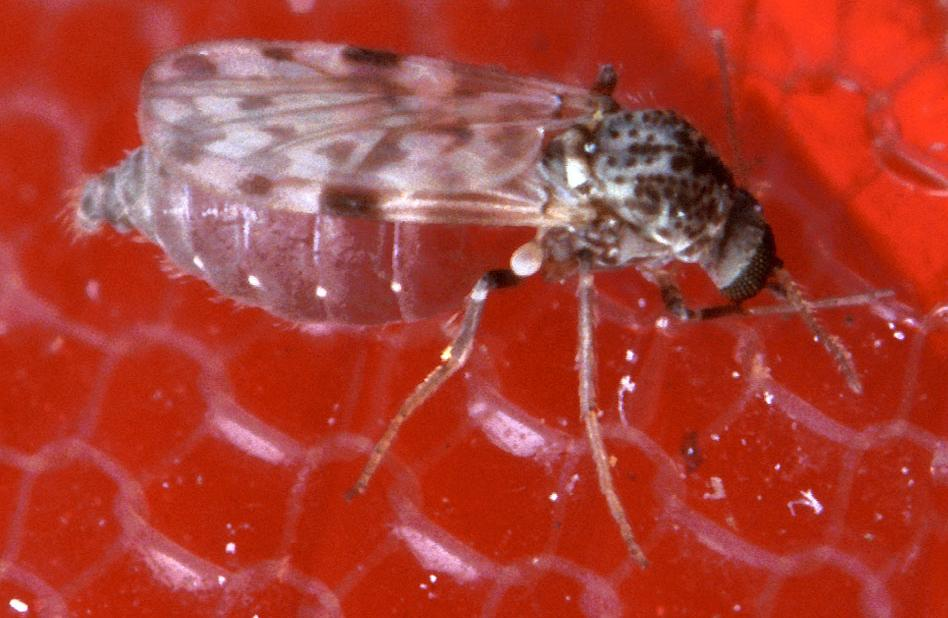
Maruim, também conhecido como mosquito-pólvora e mosquito do mangue, da família Ceratopogonidae.

Estudos biogeográficos utilizam uma variedade métodos para determinar o mecanismo causal da disjunção na distribuição de um clado. A vicariância pode ser investigada pela observação da concordância entre o padrão de fragmentação de um táxon e a história geológica da região que habita - se os eventos cladogênicos correspondem às sucessivas fragmentações do terreno, a filogenia, deduz-se, é produto da sequência de eventos tectônicos. 
O primeiro trabalho desse tipo foi de Brundin em 1966. Ele estudou os maruins, distribuídos em todo o hemisfério Sul, reconstruindo sua filogenia por meio de técnicas morfológicas-padrão e usando a distribuição biogeográfica das espécies atuais para fazer um cladograma de área.

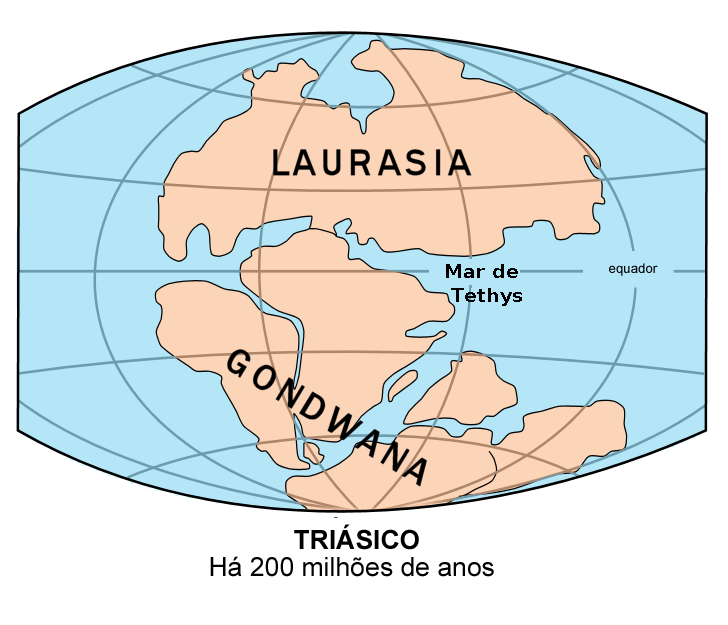
O supercontinente ao Sul, a Gondwana, começando a se fragmentar.

Para que a hipótese vicariante estivesse correta, era necessário que o ancestral comum dos maruins houvesse ocupado uma grande área que, na atualidade, corresponderia a toda a distribuição das espécies e que no passado foi um supercontinente no hemisfério sul, a Gondwana. Quando Brundin fez seu trabalho, não havia tantos dados sobre a sequência de fragmentação de Gondwana, mas ele previu que primeiro a África se separou da Austrália, Nova Zelândia e América do Sul; depois a Nova Zelândia fragmentou-se da América do Sul e da Austrália e, por fim, a Austrália separou-se da América do Sul.  
Seus dados foram testados contra as evidências geológicas, que confirmaram sua hipótese. Quando se analisou a filogenia dos maruins e o cladograma de área, viu-se que ambos correspondiam. Os maruins da Austrália, por exemplo, eram mais relacionados filogeneticamente aos da América do Sul do que aos da África, porque esta se separou primeiro.
Outro método busca relacionar a filogenia e a biogeografia de vários táxons. À medida em que as áreas ocupadas pelas espécies mudam ao longo do tempo, os grupos taxonômicos que vivem naquela região serão afetados. Se os membros de cada grupo tendem à especiação por isolamento reprodutivo, os grupos deveriam apresentar padrão semelhante entre filogenia e biogeografia. 
Por exemplo, considere três espécies de um grupo hipotético 1 e compare-as a outro outro táxon habitante da mesma área, observando se seus cladogramas de área são congruentes. Os diagramas não precisam ser iguais para que a hipótese seja aceita, mas a ordem das ramificações nas entidades que estão presentes em ambos deve ser a mesma. Assim, se o território se fragmentou em A + B e C, e depois A e B se separaram, as linhagens mais antigas devem estar no território C, depois no B e por fim no A. A presença da linhagem mais antiga tanto no território C quanto no B, e de outras linhagens no território A também concorda com a hipótese vicariante. O que a falsificaria seria ocorrência de linhagens mais antigas em B ou A do que em C, já que A e B se fragmentaram por último, devendo conter linhagens mais proximamente relacionadas.

## Exemplos de Vicariância

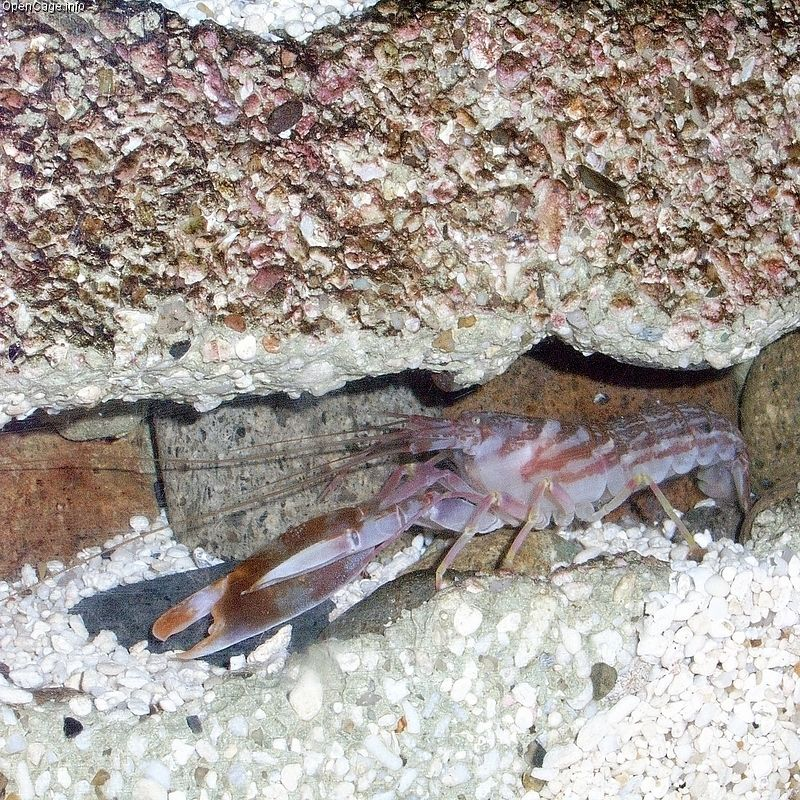
Camarão do gênero Alpheus, conhecido como camarão pistola.

Um exemplo clássico de vicariância é a separação de animais marinhos, como peixes e camarões, dos oceanos Pacífico e Atlântico pela formação do Istmo do Panamá, que ocorreu há cerca de 3 milhões de anos. Essa formação criou uma ponte de terra ligando as Américas do Norte e do Sul. Em um estudo feito por Knowlton e colaboradores, foram analisadas populações de camarões do gênero Alpleus, conhecidos como camarões pistola, de cada lado dos oceanos Pacífico e Atlântico. Eles verificaram, com base no conceito de morfoespécie, a ocorrência de sete pares de espécies estritamente relacionadas, com cada membro de cada par ocorrendo de um lado do istmo. Essa hipótese foi confirmada por análise filogenética com sequência de DNA, resultado concordante com a hipótese da vicariância.
Outro exemplo foi a separação da Gondwana, comentado acima no caso dos maruins. Além deste, vários outros táxons sofreram eventos de vicariância com a separação do supercontinente ao sul, como as tartarugas Pleurodira. A filogenia de Pleurodira,  incluindo a tartaruga pleurodira do Cretáceo do Brasil, Bauruemys elegan, foi analisada por dados morfológicos. Os resultados apontaram  esse táxon como uma forma basal de Podocnemididae, sendo utilizada como um modelo biogeográfico para Pelomedusoides. 
Além disso, foi verificada a distribuição de Pelomedusoides e sua filogenia para que fosse possível se relacionar os eventos de vicariância e cladogênese durante o Cretáceo. Os resultados concordaram com a fragmentação da Gondwana durante o Cretáceo, sendo identificados três eventos de vicariância: a separação de Pelomedusoides ao norte e Chelidae ao sul, nó de divergência de Chelidae; o isolamento da África do resto do Gondwana, nó de divergência de Hamadachelys; e a separação da América do Sul e Índia/Madagascar, nó de divergência de Podocnemidinae e Erymnochelyinae. Os outros dois grupos teriam se distribuído por eventos de dispersão:  Podocnemidinae viventes restritos ao Norte da América do Sul teriam migrado a partir do sul da América do Sul e Erymnochelyinae teria migrado da América do Sul para Madagascar, onde vive atualmente.
Um exemplo de vicariância na bacia Amazônica foi revelado pelo estudo da distribuição de 9 espécies de roedores da família Echymidae pertencentes a 5 gêneros: Mesomys, Isothrix, Makalata, Dactylomis e Echimys. Verificou-se que o padrão de disjunção das espécies era concordante com a história geográfica. As relações filogenéticas foram determinadas por sequenciamento gênico do citocromo b do DNA mitocondrial. Os resultados indicam uma congruência dos táxons com o padrão geográfico, sugerindo uma história vicariante. Além disso, estimou-se que a diversificação dos gêneros ocorreu há mais de 1 milhão de anos antes do Pleistoceno.
Em um estudo sobre a evolução da ictiofauna de riachos sul-americanos verificou-se que as numerosas alterações na geografia dos riachos brasileiros resultaram em eventos vicariantes. Estes, associados com a especiação alopátrica,  foram provavelmente importantes para gerar a diversidade taxonômica de peixes de pequeno porte.
É importante ressaltar que as evidências favoráveis à hipótese vicariante não significam uma comprovação de que tal suposto processo realmente tenha ocorrido. O acúmulo e o balanço das mais distintas evidências é que, ao longo do tempo, leva as diferentes hipóteses sobre uma disjunção a serem mais ou menos apoiadas pelos pesquisadores.

## Vicariância versus Dispersão
Muitos pesquisadores acham que o processo de distribuição das espécies só pode acontecer por um mecanismo, vicariância ou dispersão, mas há inúmeros exemplos melhor explicados pela ação concomitante de ambos. Nas plantas, a dispersão à longa distância, inclusive sobre oceanos, tem sido cada vez mais comprovada, enfraquecendo hipóteses anteriores que consideravam a vicariância como alternativa razoável ou até mais provável.